# Ludwig Vogelweider
Ludwig Vogelweider (* vor 1454; † 1492 in St. Gallen) war ein Schweizer Kaufmann und Bürgermeister von St. Gallen.

## Leben
Ludwig Vogelweider entstammte einer bedeutenden St. Galler Handelsfamilie.
Gemeinsam mit seinem Bruder Peter Vogelweider und Ulrich Krum (1433–1493) führte er eine Fernhandelsgesellschaft, deren Geschäftstätigkeit sich ab 1466 bis nach Ungarn und Polen erstreckte.
In der Zeit von 1476 bis 1480 vertrat er, gemeinsam mit Hans Schurff und Georg Gmünder, sowie von 1481 bis 1489 gemeinsam mit Ulrich Varnbühler und Heinrich Zili und von 1490 bis 1492 mit Leonhard Merz und Walter Küchenmeister, im Dreijahresturnus als Amtsbürgermeister, Altbürgermeister und Reichsvogt die Stadt St. Gallen. Er vertrat am 25. Juli 1476 die Stadt bei den Friedensverhandlungen in Freiburg nach den Burgunderkriegen.
1481 erwarb er die Steinerburg bei Obersteinach und 1485 wird er als Besitzer des Schlosses Pfauenmoos in St. Gallen erwähnt.